# Alchemy Tour
Alchemy Tour es una gira musical del músico canadiense Neil Young con el grupo Crazy Horse que comenzó el 2 de agosto de 2012 en Albuquerque, Nuevo México. La gira, organizada para promocionar los álbumes Americana en sus tres primeros meses y Psychedelic Pill en adelante, supuso la primera colaboración en directo de Young con el grupo desde el fin de la gira Greendale Tour en Amherst, Massachusetts el 21 de marzo de 2004.

## Antecedentes
En 2011, tras finalizar la cuarta etapa de su gira Twisted Road Tour en la que interpretó temas en solitario, Young reformó el grupo Buffalo Springfield con Stephen Stills y Richie Furay para emprender una gira de conciertos por Norteamérica. Tras ofrecer su primer concierto desde su separación en 1968 en el concierto anual Bridge School Benefit y dar otros siete conciertos en el área de California y encabezar el Festival de Bonnaroo, Young pospuso una treintena de fechas para emprender otras actividades musicales. Según comentó el propio Young: «Podría estar en una gira de mi pasado por el resto de mi vida, pero no lo puedo hacer. Tengo que moverme hacia delante. No puedo estar relegado. Hice bastante sobre eso entonces, aunque hay una semilla de algo grande aún latente».
Tras cancelar la gira con Buffalo Springfield, Young comenzó a escribir Waging Heavy Peace: A Hippie Dream, que publicó meses después. Además, volvió a trabajar tras ocho años de espera con Frank "Poncho" Sampedro, Ralph Molina y Billy Talbot, integrantes del grupo Crazy Horse, con quienes grabó en los Audio Casablanca Studio varias canciones tradicionales de la música folk estadounidense como «This Land Is Your Land» de Woody Guthrie y «Oh Susannah» de Stephen Foster. El resultado, Americana, sirvió de precedente para grabar un álbum nuevo con composiciones originales de Young, que fue publicado en octubre del mismo año con el título de Psychedelic Pill.

## Desarrollo
Young comenzó la gira Alchemy Tour el 3 de agosto de 2012 en Albuquerque, Nuevo México tras la publicación de Americana. Previo al inicio de la gira, Young se juntó con sus compañeros de Crazy Horse por primera vez en ocho años el 10 de febrero en el escenario de la gala MusiCares de los premios Grammy para homenajear a Paul McCartney. Durante el evento, el grupo tocó una versión de la canción de The Beatles «I Saw Her Standing There». A lo largo de los primeros conciertos de la gira, el grupo interpretó temas conocidos de la trayectoria de Young como «Love and Only Love» y «Fuckin' Up», del álbum Ragged Glory (1990), y «Powderfinger» y «Hey Hey, My My (Into The Black)», del álbum Rust Never Sleeps (1979), entre otros. Además, tocó por primera vez en directo «Born in Ontario», «Walk Like a Giant», «Twisted Road», «Ramada Inn» y «For the Love of Man», canciones que meses después fueron publicadas en el álbum Psychedelic Pill. 
A lo largo de los primeros conciertos, también incluyó «Mr. Soul», una canción de su etapa en el grupo Buffalo Springfield, y promocionó el álbum Americana únicamente con la interpretación de «Jesus' Chariot (She'll Be Coming Round the Mountain)» durante la primera semana. También estrenó en directo «Singer Without a Song», una balada inédita hasta la fecha.

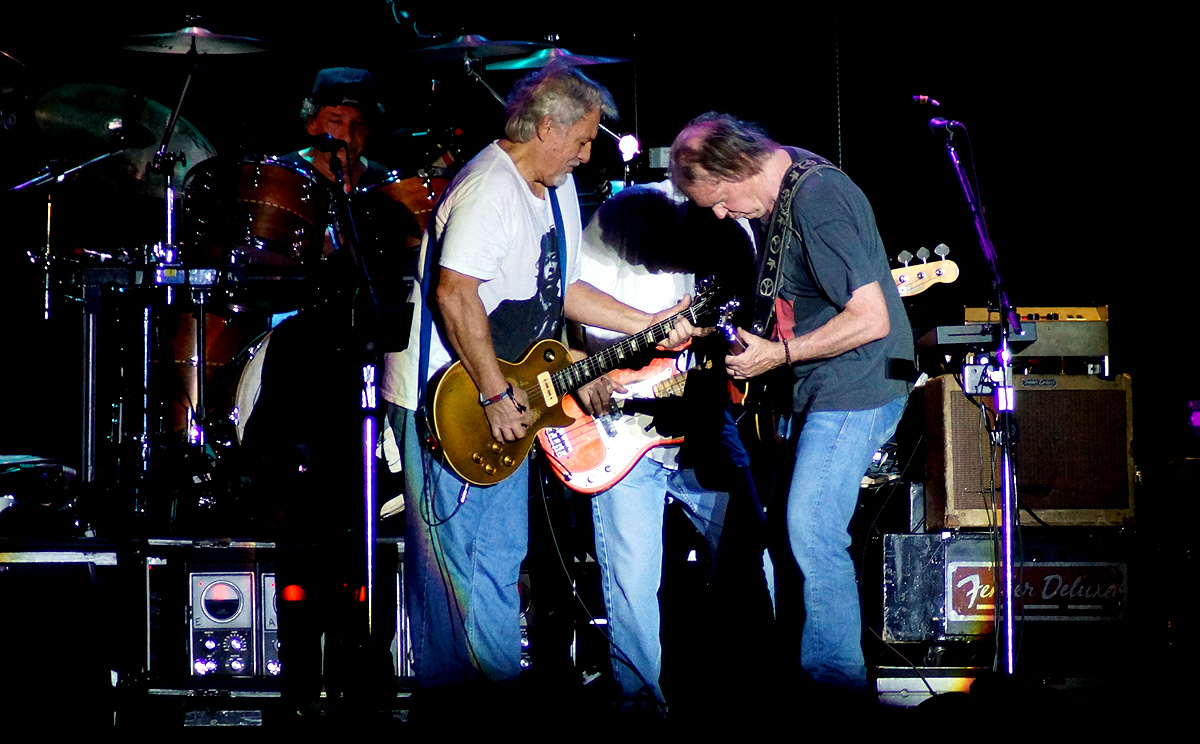
Ralph Molina, Frank "Poncho" Sampedro y Neil Young durante un concierto de la gira Alchemy Tour.

Los conciertos incluyeron un pequeño set acústico con Young solo en el escenario tocando canciones como «Heart of Gold» y una versión de la canción de Bob Dylan «Blowin' in the Wind», además de otros temas como «Human Highway» y «Comes a Time», ambas del álbum Comes a Time, «Red Sun», de Silver & Gold, o «The Needle and the Damage Done», de Harvest. En la gran mayoría de los conciertos en su fase eléctrica, con la compañía de Crazy Horse, Young intercaló canciones clásicas de su catálogo musical como «Love and Only Love», «Hey Hey, My My (Into the Black)» y «Powderfinger» con nuevos temas de Psychedelic Pill como «Ramada Inn», «Walk Like a Giant» y «Twisted Road».
El 8 de agosto de 2013, tras ofrecer un concierto en Oslo, Young se vio obligado a cancelar varios conciertos debido a una fractura de muñeca de Frank "Poncho" Sampedro. Tras el fin abrupto de la gira, Young ofreció un concierto en solitario en la 28.ª edición de Farm Aid y dos conciertos benéficos con Crosby, Stills & Nash para Bridge School Benefit.
A finales de 2013, el músico anunció una nueva etapa europea con Crazy Horse bajo la gira Alchemy Tour, así como fechas en solitario en enero. Los días 6, 7, 9 y 10 de enero, ofreció cuatro conciertos en el Carnegie Hall de Nueva York. El músico extendió la gira en solitario a otros cuatro conciertos en Canadá bajo el epígrafe Honour The Treaties Tour, en beneficio de las First Nation y como protesta contra el impacto ambiental de las arenas aceiteras de Alberta.
La cuarta y última etapa de la gira, que comenzó el 7 de julio de 2014 en Reikiavik, Islandia, contó con la baja de Billy Talbot, bajista de Crazy Horse, tras sufrir un derrame cerebral leve. En su lugar, Young incorporó a Rick Rosas al grupo, así como a las coristas Dorene Carter y YaDonna West. Dentro del recorrido programado, un concierto en Tel-Aviv fue objeto de críticas por sectores pro-palestinos y compañeros de profesión como Roger Waters: al respecto, Waters envió a Young una carta pidiendo que cancelase su participación en el país, de forma similar a lo realizado con The Rolling Stones en el marco de su gira 14 on Fire. Sin embargo, Young se vio obligado a cancelar el concierto de Tel-Aviv debido a la inestabilidad de la región a causa de los bombardeos dentro de la operación Margen Protector.
Durante la nueva etapa, Young dejó de interpretar la mayoría de las canciones de su último disco con Crazy Horse, Psychedelic Pill, en beneficio de otros temas como «Days That Used to Be», de Ragged Glory, tocada por primera vez desde 1991; «Goin' Home», de Are You Passionate?; «Only Love Can Break Your Heart», de After the Gold Rush; y «Name of Love», grabada por Crosby, Stills, Nash & Young en American Dream. También incorporó rarezas como «Separate Ways» y «Standing in the Light of Love», dos canciones no publicadas en ningún álbum oficial, y debutó una nueva composición, «Who's Gonna Stand Up and Save the Earth?».
Además de tocar con frecuencia la Old Black, Young introdujo en la cuarta etapa de la gira guitarras como la Gretsch White Falcon en canciones como «Days That Used To Be», «After The Gold Rush», «Only Love Can Break Your Heart» y «Don't Cry No Tears». También tocó una Fender Telecaster por primera vez en la canción «Who's Gonna Stand Up and Save the Earth?».

## Personal
Alchemy Tour 2012-2013
- Neil Young: guitarra, piano, armónica y voz.
- Frank "Poncho" Sampedro: guitarra, órgano y coros.
- Billy Talbot: bajo y coros.
- Ralph Molina: batería y coros.

Alchemy Tour 2014
- Neil Young: guitarra, armónica y voz.
- Frank "Poncho" Sampedro: guitarra, órgano y coros.
- Ralph Molina: batería y coros.
- Rick Rosas: bajo.
- Dorene Carter: coros.
- YaDonna West: coros.

## Fechas
| Fecha                    | Ciudad           | País           | Lugar                               |
| ------------------------ | ---------------- | -------------- | ----------------------------------- |
| Norteamérica             |                  |                |                                     |
| 3 de agosto de 2012      | Albuquerque      | Estados Unidos | The Pavilion                        |
| 5 de agosto de 2012      | Red Rocks        | Estados Unidos | Red Rocks Amphitheatre              |
| 6 de agosto de 2012      | Red Rocks        | Estados Unidos | Red Rocks Amphitheatre              |
| 9 de agosto de 2012      | Harveys          | Estados Unidos | Lake Tahoe Outdoor Arena            |
| 10 de agosto de 2012     | San Francisco    | Estados Unidos | Golden Gate Park                    |
| 29 de septiembre de 2012 | Nueva York       | Estados Unidos | Global Citizen Festival             |
| 3 de octubre de 2012     | Windsor          | Canadá         | WFCU Centre                         |
| 5 de octubre de 2012     | Kingston         | Canadá         | K-Rock Centre                       |
| 6 de octubre de 2012     | London           | Canadá         | Budweiser Gardens                   |
| 8 de octubre de 2012     | Cleveland        | Estados Unidos | Wolstein Center                     |
| 9 de octubre de 2012     | Pittsburgh       | Estados Unidos | Petersen Events Center              |
| 11 de octubre de 2012    | Chicago          | Estados Unidos | United Center                       |
| 13 de octubre de 2012    | Austin           | Estados Unidos | Austin City Limits Music Festival   |
| 14 de octubre de 2012    | Tulsa            | Estados Unidos | Tulsa Convention Center Arena       |
| 17 de octubre de 2012    | Los Ángeles      | Estados Unidos | Hollywood Bowl                      |
| 20 de octubre de 2012    | Mountain View    | Estados Unidos | Bridge School Benefit               |
| 21 de octubre de 2012    | Mountain View    | Estados Unidos | Bridge School Benefit               |
| 25 de octubre de 2012    | Tuscaloosa       | Estados Unidos | Tuscaloosa Amphitheater             |
| 26 de octubre de 2012    | Nueva Orleans    | Estados Unidos | Voodoo Experience                   |
| 10 de noviembre de 2012  | Seattle          | Estados Unidos | Key Arena                           |
| 11 de noviembre de 2012  | Vancouver        | Canadá         | BC Rogers Arena                     |
| 13 de noviembre de 2012  | Calgary          | Canadá         | Scotiabank Saddledome               |
| 14 de noviembre de 2012  | Saskatoon        | Canadá         | Credit Union Centre                 |
| 16 de noviembre de 2012  | Winnipeg         | Canadá         | MTS Centre                          |
| 19 de noviembre de 2012  | Toronto          | Canadá         | Air Canada Centre                   |
| 20 de noviembre de 2012  | Kitchener        | Canadá         | Memorial Auditorium                 |
| 23 de noviembre de 2012  | Montreal         | Canadá         | Bell Centre                         |
| 24 de noviembre de 2012  | Ottawa           | Canadá         | Scotiabank Place                    |
| 26 de noviembre de 2012  | Boston           | Estados Unidos | TD Garden                           |
| 27 de noviembre de 2012  | Nueva York       | Estados Unidos | Madison Square Garden               |
| 29 de noviembre de 2012  | Filadelfia       | Estados Unidos | Wells Fargo Center                  |
| 30 de noviembre de 2012  | Fairfax          | Estados Unidos | Patriot Center                      |
| 3 de diciembre de 2012   | Nueva York       | Estados Unidos | Barclays Center                     |
| 4 de diciembre de 2012   | Bridgeport       | Estados Unidos | Webster Bank Arena                  |
| 6 de diciembre de 2012   | Atlantic City    | Estados Unidos | Borgata Hotel Casino & Spa          |
| Oceanía                  |                  |                |                                     |
| 2 de marzo de 2013       | Perth            | Australia      | Perth Arena                         |
| 5 de marzo de 2013       | Adelaide         | Australia      | Adelaide Entertainment Centre       |
| 7 de marzo de 2013       | Queensland       | Australia      | Entertainment Centre                |
| 9 de marzo de 2013       | Huter Valley     | Australia      | Bimbagen Winery                     |
| 10 de marzo de 2013      | Sídney           | Australia      | Sídney Entertainment Centre         |
| 13 de marzo de 2013      | Melbourne        | Australia      | The Plenary                         |
| 15 de marzo de 2013      | Melbourne        | Australia      | Rod Laver Arena                     |
| 16 de marzo de 2013      | Geelong          | Australia      | The Hill Winery                     |
| 19 de marzo de 2013      | Wellington       | Nueva Zelanda  | TSB Bank Arena                      |
| 21 de marzo de 2013      | Auckland         | Nueva Zelanda  | Vector Arena                        |
| Europa                   |                  |                |                                     |
| 2 de junio de 2013       | Berlín           | Alemania       | Waldbühne                           |
| 3 de junio de 2013       | Hamburgo         | Alemania       | O2 World                            |
| 5 de junio de 2013       | Ámsterdam        | Países Bajos   | Ziggo Dome                          |
| 6 de junio de 2013       | París            | Francia        | Le Palais Omnisports de PAris-Bercy |
| 8 de junio de 2013       | Bruselas         | Bélgica        | Vorst Nationaal                     |
| 10 de junio de 2013      | Newcastle        | Reino Unido    | Metro Radio Arena                   |
| 11 de junio de 2013      | Birmingham       | Reino Unido    | LG Arena                            |
| 13 de junio de 2013      | Glasgow          | Escocia        | SECC                                |
| 15 de junio de 2013      | Dublín           | Irlanda        | RDS Arena                           |
| 17 de junio de 2013      | Londres          | Reino Unido    | O2 Arena                            |
| 11 de julio de 2013      | Esch-sur-Alzette | Luxemburgo     | Rockhal                             |
| 12 de julio de 2013      | Colonia          | Alemania       | Lanxess Arensa                      |
| 14 de julio de 2013      | Locarno          | Suiza          | Moon and Stars                      |
| 15 de julio de 2013      | Vienne           | Francia        | Vienne Antique                      |
| 17 de julio de 2013      | Nimes            | Francia        | Arenes de Nimes                     |
| 18 de julio de 2013      | Biarritz         | Francia        | Big Festival                        |
| 20 de julio de 2013      | Carhaix-Plouguer | Francia        | Festival Vieilles Charrues          |
| 22 de julio de 2013      | Stuttgart        | Alemania       | Hans-Martin-Schleyer-Halle          |
| 23 de julio de 2013      | Nyon             | Suiza          | Paleo Festival                      |
| 25 de julio de 2013      | Lucca            | Italia         | Piazza Napoleone                    |
| 26 de julio de 2013      | Roma             | Italia         | Ippodromo le Capannelle             |
| 5 de agosto de 2013      | Helsinki         | Finlandia      | Helsinki Classic Festival           |
| 7 de agosto de 2013      | Oslo             | Noruega        | Oslo Spektrum                       |
| Europa                   |                  |                |                                     |
| 7 de julio de 2014       | Reikiavik        | Islandia       | Laugardalshöllin                    |
| 10 de julio de 2014      | Cork             | Irlanda        | The Marquee                         |
| 12 de julio de 2014      | Londres          | Reino Unido    | Hyde Park                           |
| 13 de julio de 2014      | Liverpool        | Reino Unido    | Liverpool Echo Arena                |
| 15 de julio de 2014      | Estambul         | Turquía        | KüçükÇiftlik Park                   |
| 20 de julio de 2014      | Ulm              | Alemania       | Münsterplatz                        |
| 21 de julio de 2014      | Barolo           | Italia         | Collisioni Festival                 |
| 23 de julio de 2014      | Viena            | Austria        | Wiener Stadthalle                   |
| 25 de julio de 2014      | Mönchengladbach  | Alemania       | Warsteiner Hockeypark               |
| 26 de julio de 2014      | Dresde           | Alemania       | Filmnächte am Elbufer               |
| 28 de julio de 2014      | Mainz            | Alemania       | Zollhafen - Nordmole                |
| 30 de julio de 2014      | København        | Dinamarca      | København Forum                     |
| 1 de agosto de 2014      | Bergen           | Noruega        | Bergenhus Festning - Koengen        |
| 3 de agosto de 2014      | Estocolmo        | Suecia         | Music and Arts Festival             |
| 5 de agosto de 2014      | Lokeren          | Bélgica        | Lokerse Feesten                     |
| 7 de agosto de 2014      | Monte Carlo      | Mónaco         | Sporting Club                       |
| 8 de agosto de 2014      | Colmar           | Francia        | Foire aux Vins de Colmar            |